# 3.ª etapa del Tour de Francia 2018
La 3.ª etapa del Tour de Francia 2018 consistió en una contrarreloj por equipos y tuvo lugar el 9 de julio de 2018 entre Cholet y Cholet sobre un recorrido de 35,5 km y fue ganada por el BMC Racing. El nuevo portador del maillot jaune es el ciclista belga Greg Van Avermaet del BMC Racing.

## Clasificación de la etapa
| \| Clasificación de la etapa \| Clasificación de la etapa \| Clasificación de la etapa \| Clasificación de la etapa \| Clasificación de la etapa \| Clasificación de la etapa \| \| Equipo \| Equipo \| Tiempo \| Diferencia \| Promedio \| \| \| ------------------------- \| ---------------------------------------- \| ------------------------- \| ------------------------- \| ------------------------- \| ------------------------- \| \| 1.º \| BMC Racing Team \| 38 min 46 s \| 0 s \| 54.944 km/h \| \| \| 2.º \| Sky \| 38 min 50 s \| + 4 s \| 54.850 km/h \| \| \| 3.º \| Quick-Step Floors \| 38 min 53 s \| + 7 s \| 54.779 km/h \| \| \| 4.º \| Mitchelton-Scott \| 38 min 55 s \| + 9 s \| 54.732 km/h \| \| \| 5.º \| Team Sunweb \| 38 min 57 s \| + 11 s \| 54.685 km/h \| \| \| 6.º \| EF Education First-Drapac p/b Cannondale \| 39 min 21 s \| + 35 s \| 54.130 km/h \| \| \| 7.º \| Bora-Hansgrohe \| 39 min 36 s \| + 50 s \| 53.788 km/h \| \| \| 8.º \| Astana \| 39 min 37 s \| + 51 s \| 53.765 km/h \| \| \| 9.º \| Katusha-Alpecin \| 39 min 39 s \| + 53 s \| 53.720 km/h \| \| \| 10.º \| Movistar Team \| 39 min 40 s \| + 54 s \| 53.697 km/h \| \| |                                          |             |            |             |
| |                                          |             |            |             |
| Fuente: ProCyclingStats |                                          |             |            |             |
| Clasificación de la etapa |                                          |             |            |             |
| Equipo | Equipo                                   | Tiempo      | Diferencia | Promedio    |
| 1.º | BMC Racing Team                          | 38 min 46 s | 0 s        | 54.944 km/h |
| 2.º | Sky                                      | 38 min 50 s | + 4 s      | 54.850 km/h |
| 3.º | Quick-Step Floors                        | 38 min 53 s | + 7 s      | 54.779 km/h |
| 4.º | Mitchelton-Scott                         | 38 min 55 s | + 9 s      | 54.732 km/h |
| 5.º | Team Sunweb                              | 38 min 57 s | + 11 s     | 54.685 km/h |
| 6.º | EF Education First-Drapac p/b Cannondale | 39 min 21 s | + 35 s     | 54.130 km/h |
| 7.º | Bora-Hansgrohe                           | 39 min 36 s | + 50 s     | 53.788 km/h |
| 8.º | Astana                                   | 39 min 37 s | + 51 s     | 53.765 km/h |
| 9.º | Katusha-Alpecin                          | 39 min 39 s | + 53 s     | 53.720 km/h |
| 10.º | Movistar Team                            | 39 min 40 s | + 54 s     | 53.697 km/h |

## Clasificaciones al final de la etapa

### Clasificación general(Maillot Jaune)
| \| Clasificación general \| Clasificación general \| Clasificación general \| Clasificación general \| Clasificación general \| \| Ciclista \| Ciclista \| Equipo \| Tiempo \| \| \| --------------------- \| --------------------- \| ------------------------- \| --------------------- \| --------------------- \| \| 1.º \| Greg Van Avermaet \| BMC Racing Team \| 9 h 08 min 55 s \| \| \| 2.º \| Tejay van Garderen \| BMC Racing Team \| + 0 s \| \| \| 3.º \| Geraint Thomas \| Team Sky \| + 3 s \| \| \| 4.º \| Philippe Gilbert \| Quick-Step Floors \| + 5 s \| \| \| 5.º \| Bob Jungels \| Quick-Step Floors \| + 7 s \| \| \| 6.º \| Julian Alaphilippe \| Quick-Step Floors \| + 7 s \| \| \| 7.º \| Tom Dumoulin \| Team Sunweb \| + 11 s \| \| \| 8.º \| Søren Kragh Andersen \| Team Sunweb \| + 11 s \| \| \| 9.º \| Michael Matthews \| Team Sunweb \| + 11 s \| \| \| 10.º \| Rigoberto Urán \| EF Education First-Drapac \| + 35 s \| \| |                      |                           |                 |
| |                      |                           |                 |
| Fuente: ProCyclingStats |                      |                           |                 |
| Clasificación general |                      |                           |                 |
| Ciclista | Ciclista             | Equipo                    | Tiempo          |
| 1.º | Greg Van Avermaet    | BMC Racing Team           | 9 h 08 min 55 s |
| 2.º | Tejay van Garderen   | BMC Racing Team           | + 0 s           |
| 3.º | Geraint Thomas       | Team Sky                  | + 3 s           |
| 4.º | Philippe Gilbert     | Quick-Step Floors         | + 5 s           |
| 5.º | Bob Jungels          | Quick-Step Floors         | + 7 s           |
| 6.º | Julian Alaphilippe   | Quick-Step Floors         | + 7 s           |
| 7.º | Tom Dumoulin         | Team Sunweb               | + 11 s          |
| 8.º | Søren Kragh Andersen | Team Sunweb               | + 11 s          |
| 9.º | Michael Matthews     | Team Sunweb               | + 11 s          |
| 10.º | Rigoberto Urán       | EF Education First-Drapac | + 35 s          |

### Clasificación por puntos(Maillot Vert)
| Clasificación por puntos | Clasificación por puntos | Clasificación por puntos | Clasificación por puntos | Clasificación por puntos |
| Ciclista                 | Ciclista                 | Equipo                   | Puntos                   |                          |
| ------------------------ | ------------------------ | ------------------------ | ------------------------ | ------------------------ |
| 1.º                      | Peter Sagan              | Bora-Hansgrohe           | 104 pts                  |                          |
| 2.º                      | Fernando Gaviria         | Quick-Step Floors        | 78 pts                   |                          |
| 3.º                      | Alexander Kristoff       | UAE Team Emirates        | 53 pts                   |                          |
| 4.º                      | Arnaud Démare            | Groupama-FDJ             | 41 pts                   |                          |
| 5.º                      | André Greipel            | Lotto-Soudal             | 35 pts                   |                          |
| 6.º                      | Sonny Colbrelli          | Bahrain-Merida           | 30 pts                   |                          |
| 7.º                      | Marcel Kittel            | Katusha-Alpecin          | 28 pts                   |                          |
| 8.º                      | Sylvain Chavanel         | Direct Énergie           | 20 pts                   |                          |
| 9.º                      | Jérôme Cousin            | Direct Énergie           | 20 pts                   |                          |
| 10.º                     | Timothy Dupont           | Wanty-Groupe Gobert      | 19 pts                   |                          |

### Clasificación de la montaña(Maillot à Pois Rouges)
| Clasificación de la montaña | Clasificación de la montaña | Clasificación de la montaña | Clasificación de la montaña | Clasificación de la montaña |
| Ciclista                    | Ciclista                    | Equipo                      | Puntos                      |                             |
| --------------------------- | --------------------------- | --------------------------- | --------------------------- | --------------------------- |
| 1.º                         | Dion Smith                  | Wanty-Groupe Gobert         | 1 pt                        |                             |
| 2.º                         | Kévin Ledanois              | Fortuneo-Samsic             | 1 pt                        |                             |

### Clasificación del mejor joven(Maillot Blanc)
| Clasificación del mejor joven | Clasificación del mejor joven | Clasificación del mejor joven | Clasificación del mejor joven | Clasificación del mejor joven |
| Ciclista                      | Ciclista                      | Equipo                        | Tiempo                        |                               |
| ----------------------------- | ----------------------------- | ----------------------------- | ----------------------------- | ----------------------------- |
| 1.º                           | Søren Kragh Andersen          | Team Sunweb                   | 9 h 09 min 06 s               |                               |
| 2.º                           | Egan Bernal                   | Team Sky                      | + 1 min 08 s                  |                               |
| 3.º                           | Magnus Cort                   | Astana                        | + 1 min 22 s                  |                               |
| 4.º                           | Thomas Boudat                 | Direct Énergie                | + 1 min 40 s                  |                               |
| 5.º                           | Tiesj Benoot                  | Lotto-Soudal                  | + 1 min 41 s                  |                               |
| 6.º                           | Antwan Tolhoek                | LottoNL-Jumbo                 | + 1 min 55 s                  |                               |
| 7.º                           | Gregor Mühlberger             | Bora-Hansgrohe                | + 2 min 09 s                  |                               |
| 8.º                           | Dion Smith                    | Wanty-Groupe Gobert           | + 2 min 13 s                  |                               |
| 9.º                           | Amund Grøndahl Jansen         | LottoNL-Jumbo                 | + 2 min 24 s                  |                               |
| 10.º                          | Stefan Küng                   | BMC Racing Team               | + 2 min 39 s                  |                               |

### Clasificación por equipos(Classement par Équipe)
| Clasificación por equipos | Clasificación por equipos                | Clasificación por equipos | Clasificación por equipos |
| Equipo                    | Equipo                                   | Tiempo                    |                           |
| ------------------------- | ---------------------------------------- | ------------------------- | ------------------------- |
| 1.º                       | Quick-Step Floors                        | 26 h 09 min 20 s          |                           |
| 2.º                       | Team Sunweb                              | + 4 s                     |                           |
| 3.º                       | Bora-Hansgrohe                           | + 43 s                    |                           |
| 4.º                       | BMC Racing Team                          | + 44 s                    |                           |
| 5.º                       | Astana                                   | + 44 s                    |                           |
| 6.º                       | Katusha-Alpecin                          | + 45 s                    |                           |
| 7.º                       | Bahrain-Merida                           | + 59 s                    |                           |
| 8.º                       | EF Education First-Drapac p/b Cannondale | + 1 min 02 s              |                           |
| 9.º                       | Lotto NL-Jumbo                           | + 1 min 08 s              |                           |
| 10.º                      | Trek-Segafredo                           | + 1 min 09 s              |                           |

## Abandonos
Ninguno.